# Originallåtar
Originallåtar är ett coveralbum från 2001 av Östen med Resten.

## Låtlista
1. Jag blir hellre jagad av vargar
2. Vandraren
3. Vem ska jag tro på?
4. Julia går i gräset
5. Ett litet rött paket
6. Pessimistkonsulten
7. Till mitt eget Blue Hawaii
8. Hon har blommor i sitt hår
9. Naturbarn
10. Ring ring
11. Var det du?
12. Det börjar verka kärlek, banne mej